# José Antonio de Huéscar
José Antonio de Huéscar Garvi (Albacete, 27 de agosto de 1938 - Aouste-sur-Sye (Francia), 29 de abril de 2007), fue un dibujante de cómic francés de origen español.

## Biografía
A partir de los 17 años vivió en Barcelona, donde inició su carrera trabajando para la editorial Toray en colecciones de novelas gráficas como Brigada Secreta, Relatos de Guerra y Espionaje.
En la década de los setenta José Antonio de Huéscar emigró a Francia con su mujer, colaborando con las editoriales de pequeño formato Sagédition, Aventures et Voyages y Arédit/Artima y la revista Pif Gadget. Se casó en Barcelona con la también dibujante Carmen Levi, con la cual colaboró en varios trabajos tanto en España como en Francia; el matrimonio duró 37 años. 
A su fallecimiento, todo su legado artístico fue donado al municipio de Huéscar (Granada) con el que sólo compartía su apellido.

## Obra
| Años      | Título                        | Guionista        | Tipo                      | Publicación             |
| --------- | ----------------------------- | ---------------- | ------------------------- | ----------------------- |
| 1963      | Último piso                   | Salvador Dulcet  | Historieta autoconclusiva | Brigada Secreta núm. 25 |
| 1965      | Los espías mueren solos       | Eugenio Sotillos | Historieta autoconclusiva | Espionaje núm. 1        |
| 1971-1974 | Coplan                        | Paul Kenny       |                           | Arédit/Artima           |
| 1972-1973 | Dan, l'homme à la moto        | Pierre Castex    | Serie                     | Rintintin et Rusty      |
| 1975      | Nick Carter                   |                  |                           | Arédit/Artima           |
| 1975      | L’Agence Eureka               |                  | Serie                     | Pif Gadget              |
| 1975      | Mannix                        |                  | Serie                     | Pif Gadget              |
| 1979      | Venus                         | Roger Lécureux   | Serie                     | Cimoc                   |
| 1981      | Les Vélodétectives            |                  | Serie                     | Pif Gadget              |
| 1982      | Les aventuriers du macromonde |                  | Serie                     | Pif Gadget              |
| 1982      | Rahan                         |                  | Serie                     | Pif Gadget              |
| 1983-86   | Yvain                         |                  | Serie                     | Pif Gadget              |